# Laserkylning

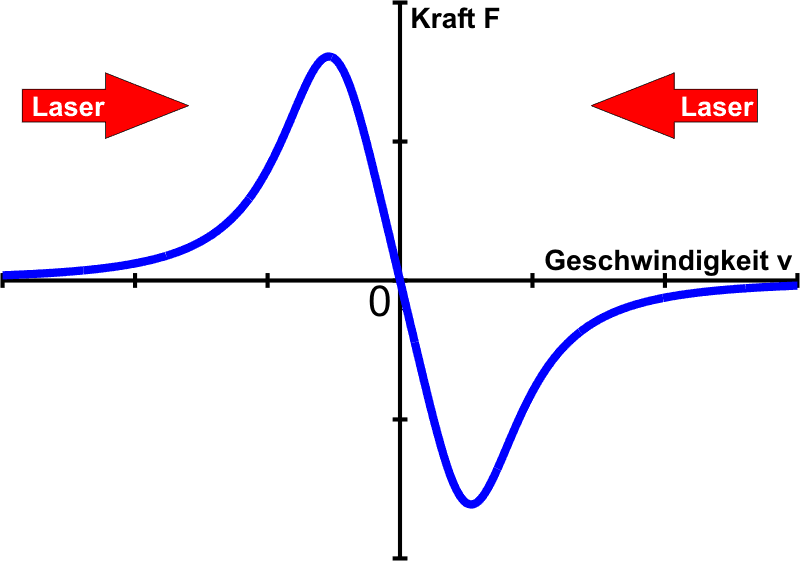
Laserns kraft som funktion av atomens hastighet

Laserkylning är en metod för att sänka temperaturen i en gas med hjälp av ljus.
För en gas är temperaturen ett mått på hastighetsspridningen för gasmolekylerna. Laserkylning är alltså en metod för att minska hastighetsspridningen.
Då en atom absorberar en foton förändras atomens rörelsemängd med fotonens rörelsemängd {\displaystyle \hbar k} i det inkommande ljusets riktning. När sedan atomen sänder ut en foton genom spontan emission, kommer atomens rörelsemängd ändras igen, men denna gång i slumpmässig riktning. När detta sker många gånger så blir den totala förändringen av rörelsemängd från de utsända fotonerna mycket liten, eftersom rekylerna i de slumpmässiga riktningarna tar ut varandra. Den totala förändringen av rörelsemängd från de absorberade fotonerna kan dock bli mycket stor eftersom de alla har samma riktning. Detta kan uttryckas som en kraft:
{\displaystyle \left\langle \mathbf {F} \right\rangle ={\frac {dN}{dt}}\hbar \mathbf {k} ,}
där {\displaystyle {\frac {dN}{dt}}} är antalet fotoner spridda per tidsenhet.
Dopplereffekten gör så att en atom som rör sig mot ljusets utbredningsriktning kommer att träffas av ljus som har en något högre frekvens än en atom som är i vila. Om atomerna belyses med smalbandigt ljus som har något lägre frekvens än atomernas resonansfrekvens kommer atomer som rör sig mot ljuset träffas av ljus som ligger närmare resonans än de atomer som befinner sig i vila. Atomer sprider mer ljus ju närmare resonansfrekvensen ljuset är. Detta leder till att atomer som rör sig mot ljuset kommer sprida fler fotoner än atomer i vila. Alltså kommer dessa atomer att bromsas in.
Genom att använda motstående laserstrålar kan man på detta sätt minska hastigheten av atomerna, och därigenom kyla ner dem.
Laserkylning har medfört en mängd tillämpningar. Bland dessa kan nämnas optiska kristallgitter, Bose-Einsteinkondensation och noggranna atomur.
1997 utdelades Nobelpriset i fysik till pionjärer inom laserkylning, bland annat Steven Chu, som senare blev USA:s energiminister.